# Cladorhiza oxeata
Cladorhiza oxeata är en svampdjursart som beskrevs av William Lundbeck 1905. Cladorhiza oxeata ingår i släktet Cladorhiza och familjen Cladorhizidae. Inga underarter finns listade i Catalogue of Life.